# Cerco de Namur
Cerco de Namur (em francês:  Siège de Namur) consistiu numa batalha entre as forças belgas e as alemãs à volta da cidade fortificada de Namur, durante a Primeira Guerra Mundial. Namur estava rodeada por um sistema de fortificações modernas, conhecido como Posição Fortificada de Namur, e era guardada pela 4.ª Divisão belga. Quando o cerco teve início em 20 de Agosto, as forças alemãs aproveitaram a experiência obtida na Batalha de Liège (4–16 Agosto) e bombardearam os fortes utilizando artilharia super-pesada de cerco e quatro baterias emprestadas da Áustria-Hungria, antes de fazerem o ataque com a infantaria. O exército francês foi derrotado na Batalha de Charleroi e apenas conseguiu reforçar as tropas em Namur com um regimento. As fortificações foram destruídas pelos bombardeamentos, algumas delas apenas com a artilharia convencional devido às falhas existentes nas protecções de betão. As últimas tropas que defendiam as fortificações belgas foram forçadas a render-se a 25 de Agosto, depois dos sobreviventes da 4.ª Divisão belga se terem retirado para sul, acabando por se juntarem às tropas belgas em Antuérpia, durante o cerco.